# Briseñas
Briseñas è una municipalità dello stato di Michoacán, nel Messico centrale, il cui capoluogo è la località di Briseñas de Matamoros.
La municipalità conta 10.653 abitanti (2010) e ha un'estensione di 67,55 km².
Il nome della municipalità significa luogo della brezza, per la vicinanza a un corso d'acqua.